# みさき公園
みさき公園（みさきこうえん）は、大阪府泉南郡岬町にある都市公園で、南海電気鉄道（南海）が創業70周年記念事業として1957年4月1日に開業。2020年3月31日まで、日本動物園水族館協会加盟の施設 として、遊園地・動物園・水族館などを運営していた。
南海では、園内の営業管理業務を南海アミューズメント株式会社、園内の施設管理業務を南海ビルサービス株式会社へ委託していた。しかし、2019年3月26日に、上記の業務を含む当園の運営から撤退する方針を発表。運営を引き継ぐ事業者との交渉を進めていたが、合意に至らなかったため、2020年3月31日で動物園・水族館の営業を終了した。
その一方で、南海は一部のエリア（遊園地など）を残したまま、2020年4月1日付で敷地と（遊園地エリアを含む）建物・施設の所有権を岬町に無償で譲渡。岬町は、譲渡を受けた敷地を町立の自然公園に転換したうえで、2021年7月1日から「岬町立みさき公園」（みさきちょうりつみさきこうえん）として先行開園を実施している。ただし、町立公園への転換に際しては、遊園地関連の施設を一時休園中に順次撤去している（詳細後述）。

## 施設概要
公園という名前になっているが、遊園地（1980年代中盤までの呼称は「スポーツランド」）、動物園、水族館（2000年までは「自然水族館」として営業）および夏季限定の屋外大型プールを擁する複合型レジャー施設である。和歌山県との府県境に近く大阪湾をのぞむ丘陵地に位置する。
動物園併設型施設の特性（後述）を活かし、「低炭素社会」「生物多様性に貢献する」環境にやさしい鉄道の象徴という私鉄経営における動物園（併設型遊園地）の新しい意義を提示している。水族館については、2000年に「自然水族館」の営業を終えてからも、イルカの飼育・繁殖やイルカショーの開催を続けてきた。
「日本国内では初めて」とされる常設の施設が多く、1961年には、大阪湾を一望できる園内の丘に観光灯台（高さ約32m）を設置。老朽化を理由に2014年9月で使用を中止してからも、園のシンボルとして残されている。また、1964年3月20日から1980年代の中盤までは、「みさき公園スピードライン」（「日本国内の遊園地に初めて設置した」とされるムービングウォーク）を動物園と観光灯台の間で稼働。自然水族館には、他の水族館に先駆けて、開館当初から1986年まで大海洋水槽（オーシャナリウム）、1971年から2000年の営業終了まで水中遊歩道（トンネル水槽）を設けていた。
当園の敷地は、南海電気鉄道（南海）が運営する南海本線の「南淡輪駅」（南海鉄道時代の1943年7月23日に開業後、1944年5月31日に移転）付近に位置していた。このため同社では、南淡輪駅を「みさき公園駅」として活用することによって、アクセスの利便性の向上を図っていた。また、丘陵地ゆえに園内の起伏が激しいことを踏まえて、開園3年後の1960年から2012年まで園内に索道を設置。1960年から2007年までは「観光リフト」、1965年3月2日から1982年までは「みさき公園観光ロープウェイ」（営業開始時点では大阪府内唯一のロープウェーで最大31名までの乗車が可能）、1971年から1987年までは動物園を一周する「パノラマカー」（モノレール）、1998年から2007年までは「灯台リフト」を運行していた。
年間の来場者総数は1966年度（約96万人）がピークで、1989年度には約72万人、2018年度には約33万6,000人にまで減少。施設の運営に伴う累積赤字の増加傾向にも、歯止めが掛からなかった。このため、南海は2019年3月26日に、当園の運営から撤退する方針を発表。実際には、発表の前後から、複数の企業へ運営の継承を打診してきた。しかし、条件面で合意に至らなかった ため、動物園・水族館の営業と遊園地の運営を2020年3月31日（火曜日）限りで終了することを同年2月13日に発表。園内で飼育されてきた動物（約70種・450匹）の大半は、アドベンチャーワールド（和歌山県白浜町）を中心に、複数の施設（海遊館や神戸どうぶつ王国など）へ譲渡されることになった。

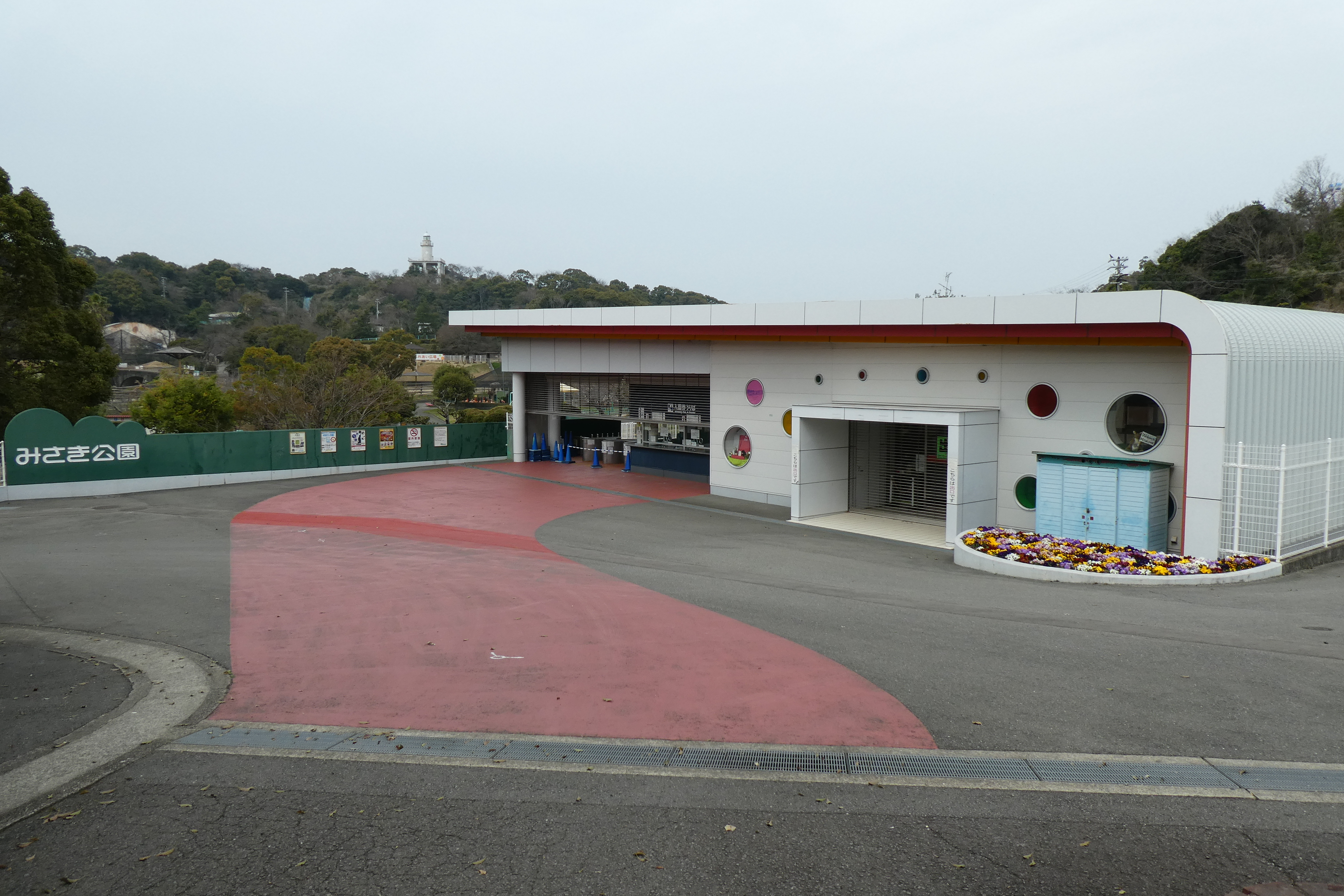
新型コロナウイルス感染拡大防止のため臨時休園中のみさき公園。2020年3月22日。

園内では動物園・水族館の営業終了を前に、「みさき公園の卒園式～たいへんよく遊びました～」というイベントを開催。当初は、2020年2月29日（土曜日）からの開催を予定していた。実際には、同年の初頭から日本国内で新型コロナウイルスへの感染が広がっている影響で2月29日から3月23日（月曜日）まで臨時休園を余儀なくされたため、開催期間は営業再開日の3月24日（火曜日）から営業終了当日（31日）までに短縮された。また、感染拡大防止策の一環で営業再開の対象を屋外施設に限定したため、屋内施設や密室系のアトラクション（園のシンボルであった観覧車など）については2月28日（金曜日）で事実上営業を終了。その影響で、当初予定していた屋内（イベントホール）での展示も見送られた。3月27日（金曜日）の営業終了後に大阪府が府内における28日（土曜日）・29日（日曜日）の外出自粛要請を出したため、28日・29日には再び臨時休園で対応したが、30日（月曜日）から営業を再開。その結果、南海は当初の方針に沿って、3月31日（火曜日）の営業を最後に当園の運営から撤退した。
南海による運営の最終日には、開園の前からおよそ200名の入園希望者が集まったため、本来の開園時間（9:30）より早く9:10にオープン。新型コロナウイルス感染への対策として、入園口で非接触方式の検温と手指のアルコール消毒を実施することを条件に、6,214名の入園を認めた。17:00の営業終了後に入園口の前で予定していたスタッフ総出の「エンディングセレモニー」は、感染拡大の原因に挙げられている事態（セレモニーを見届ける人々の混雑による潜在的感染者との濃厚接触）を避ける目的で、真貝征志郎園長による短い挨拶のみで終了。その代わりに、営業終了後に園内で撮影した真貝とスタッフ有志による「閉園の挨拶」の動画を、当園のtwitter公式アカウントで公開した。
当園のある関西地方では、大手私鉄全社（南海、阪急、阪神、近鉄、京阪）が、当園と同様の遊園地をかつて沿線地域で運営していた。南海が当園の運営から撤退したことによって、上記の鉄道会社が運営に携わる関西地方の遊園地は、生駒山上遊園地（近鉄の関連会社が奈良県生駒市内で運営）とひらかたパーク（京阪の関連会社が大阪府枚方市内で運営）だけになった。

### 遊園地
1957年の開園から営業を休止するまで、総移動距離650mの「ジェットコースター」が設置されていた。このジェットコースターは西日本では最も古く、日本国内でも浅草花やしき（東京都台東区）に次いで2番目に古い。また、営業休止の直前時点では、開業と同時に敷設されたレールを使用していた。
1980年代には「ドルフィン」（宙返りコースター）や「パイレーツ」などの絶叫系マシンも設置されていたが、児童が安心して遊べるアトラクションを導入する方針を打ち出した1990年代に、絶叫系マシンを相次いで撤去。USJが大阪市此花区に開業した2001年度および、2014・2015・2017年度には、いずれも年間入園者数が前年度を上回っていた。
南海が運営していた時期には、アトラクションごとの利用料を入園料と別に設定していたため、アトラクションのみで利用できる「のりもの券」を長らく販売していた。最後期には、「のりもの券」に代わって、「Mipo（ミポ＝Misaki Point）」と称するポイント制度（100Mipoが100円に相当）を大半のアトラクションに導入。「アトラクションカード」をサービスカウンターや対応アトラクションの受付で購入することによって、対応する全アトラクションで遊べるようになっていた。「アトラクションカード」については、チャージ済みのポイント数（1,000Mipo、2,000Mipo、3,000Mipo）に応じて3種類を販売。チャージ済みのMipo数が少なくなっても、サービスカウンターや上記受付での追加チャージ（最低100Mipo＝100円）によってMipoを増やせる仕組みを講じていた。その一方で、「アトラクションカード」を購入しない入場者でも遊園地を利用できるように、一部のエリアにはコイン（現金）式のアトラクションを残していた。
前述したように、南海の運営撤退を機に、2020年3月31日で営業を休止。エリア内の施設は、翌4月1日付で同社から岬町へ無償で譲渡された。契約上は完全な引き渡し（町営公園としての再オープン）まで1年の猶予期間が設定されたため、岬町ではこの期間中に、遊園地の運営を委託する事業者（みさき公園整備運営等事業者）を探すことを予定。その一方で、遊園地としての存続を望む市民や、営業休止前の園内で勤務していたスタッフを中心に「みさき公園を遊園地として存続させよう会」というグループが活動を開始した。
実際には、岬町が2021年3月に「新たなみさき公園整備運営等事業に係る第一次審査」に向けた書類の提出を受け付けたところ、1つの事業者グループが応募した。岬町は、「参加資格を有していない」との理由でこのグループの審査に入らず、事業者募集・選定スケジュールの見直しに着手。公募型プロポーザル方式で改めて事業者を選定する方針に変更したが、選定までに半年以上の時間を要することから、「岬町立みさき公園」としての先行開園へ踏み切った。
ゲームコーナー（南海による運営撤退の直前に新型コロナウイルス感染拡大の影響で営業終了）に設置されていたアーケードゲーム機（約60台）は「レトロゲーセン ザリガニ」による一括買い取りと移設（同年7月）を経て、「ザリガニ」の本店（大阪市浪速区）で再び稼働している。また、観覧車は那須高原りんどう湖ファミリー牧場（栃木県）への移設を経て、2021年7月17日から運行を開始した。

### 動物園

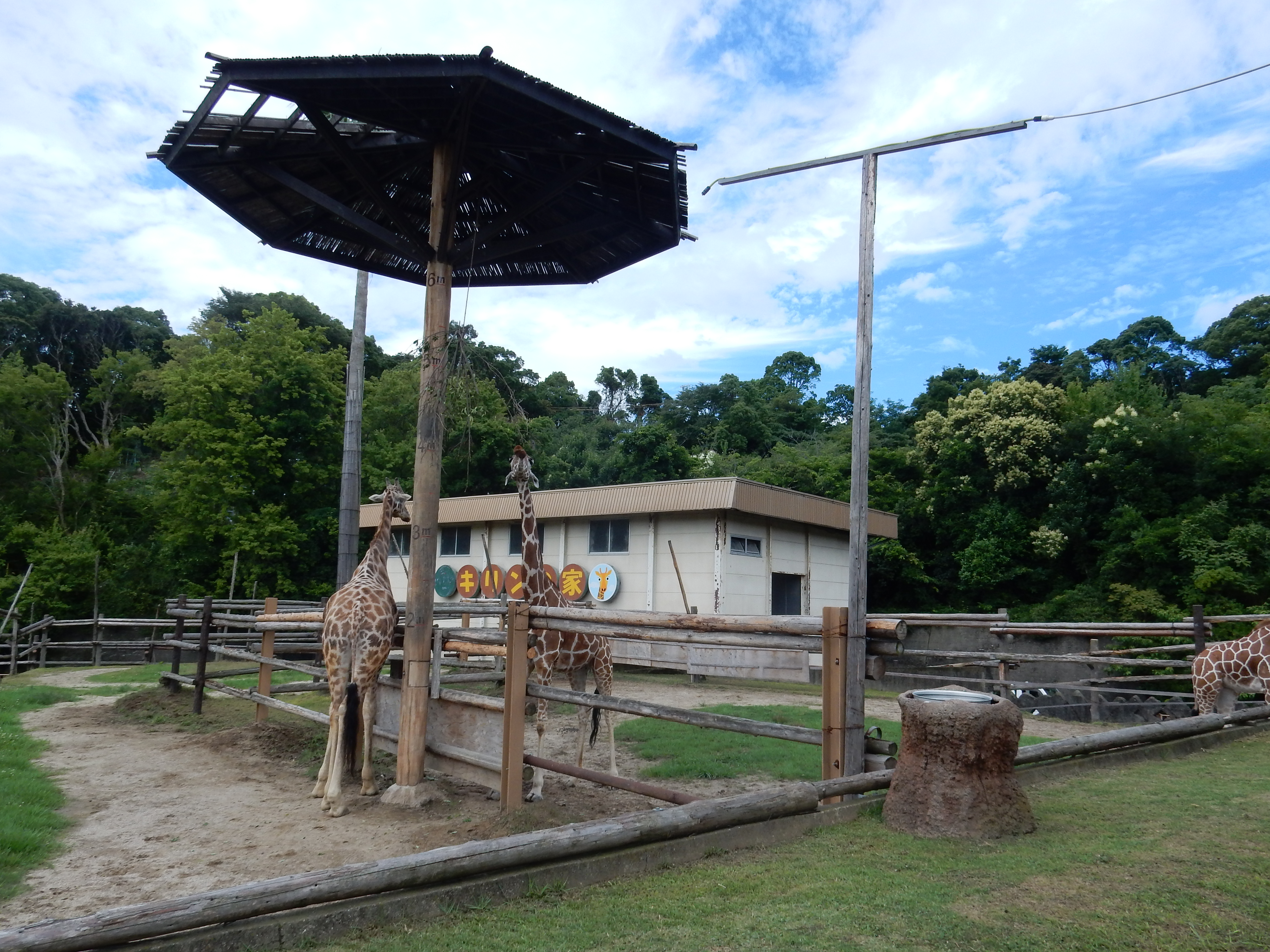
キリン（みさき公園内の動物園）

上野動物園長（当時）の古賀忠道博士が設計指導して設立された最初の動物園。ドイツのハーゲンベック動物園を範としつつも、日本最初の「動物地理学的配置（地理学展示）」による「無柵放養式展示」を採用し、当時最新の様式を誇った（1年後に多摩動物公園が同様式を更に拡大充実して開園するなど、日本各地の動物園で古賀の指導による動物園群が建設される先駆けとなった）。この新様式をもって「自然動物園」を名乗り、日本の動物園史のうえで画期的だったとされる。
動物がのびのびと過ごせるようにした点が特徴。「動物園は平和なり」という古賀の理想を具現化したものという。キリンの繁殖実績で顕著な成績を残し、「キリンのみさき公園」との異名をとったほか、カンガルーの飼育数日本一やクジャク、ホロホロチョウ、プレーリードッグの放し飼いで有名だった。2004年にキリン、ゾウ2頭、ホッキョクグマなど人気動物が相次いで死亡したが、2005年にはチャップマンシマウマが園内で生まれ、この赤ちゃんの命名権を南海のレジャー情報専門インターネットサイト「NATTS NET」でオークション販売するという企画が行われた。また日本初のツキノワグマの行動展示を行っている。
2009年の夏季には、「ナイトZOO」（予約制による動物園内の夜間見学ツアー）を開催。参加者から好評を博したことを受けて、2010年以降も夏季限定のツアーとして、2019年まで毎年実施されていた。2015年からは、開園55周年事業の一環で、「南米の森」（南アメリカ大陸に生息する動物専用の展示・飼育施設）も常設している。
なお、閉園までに飼育されてきた動物については、アドベンチャーワールドを中心に、複数の動物園などへ受け入れを依頼。受け入れ先の決まらない動物については、閉園日の2020年3月31日までを目途に、アドベンチャーワールドで受け入れることを予定していた。
主な受け入れ先と、受け入れが決まった主な動物は以下の通り。キリンなどの大型動物については、閉園日までに受け入れ先が決まらなかった。このため南海では、前述した猶予期間中にも、受け入れ先の決まっていない動物の飼育を園内で継続。その間に受け入れ先を探していた。ちなみに、上野動物園でもレッサーパンダを受け入れている。
- アドベンチャーワールド（和歌山県白浜町）[18][19]：アミメキリン、アカカンガルー、ライオン、マタコミツオビアルマジロ、ニッポンツキノワグマ、ミーアキャット、ロバ、オーストラリアンリトルホース、シバヤギ、テンジクネズミ、マーラ、カピバラ、カイウサギ、コールダック、インドガン、アカツクシガモ、シロクジャク、タイハクオウム、キバタン、オカメインコ、ベニイロフラミンゴ、チリーフラミンゴ、モルモット、オシドリ、トビ、ショウジョウトキ、フタユビナマケモノ（一部）、チャップマンシマウマ、コモンリスザル、ニホンザル、シバヤギ、ホーランドロップイヤー、アルダブラゾウガメ、グリーンイグアナ、アカツクシガモ、ホオジロカンムリヅル、タイハクオウム、キバタン、ネザーランド・ドワーフ[20]
- 天王寺動物園（大阪府大阪市）[21][22][23]：マーラ（一部）、ワシミミズク、グリーンイグアナ、ニホンジカ
- 和歌山城公園動物園（和歌山県和歌山市）[24]：フンボルトペンギン、マーラ（一部）、タンチョウヅル、コブハクチョウ、カメ（クサガメなど）
- 神戸どうぶつ王国（兵庫県神戸市）[25]：スマトラトラ、ナマケモノ（一部）
- 滋賀農業公園ブルーメの丘（滋賀県蒲生郡日野町）[26]：ケヅメリクガメ
- 多摩動物公園（東京都日野市）[27]：エミュー
- 羽村市動物公園（東京都羽村市）[28][29]：シセンレッサーパンダ、ロバ
- 市原ぞうの国（千葉県市原市）：ホンドタヌキ、アナグマ
- 平川動物公園（鹿児島県鹿児島市）[30]：アフリカタテガミヤマアラシ
- 須坂市動物園（長野県須坂市）[31]：アライグマ、トカラヤギ
- 福岡市動物園（福岡県福岡市）[32]：オジロワシ
- 沖縄こどもの国（沖縄県沖縄市）[33]：ミシシッピアリゲーター

2020年6月末の時点では、水族館での飼育分を含めて、およそ70種（450頭）の動物が2021年3月までに14都道府県の21施設へ譲渡されることが決定。受け入れ済みの施設では、受け入れた動物の展示を順次始めている。受け入れ先の施設に対しては、暑さに弱い動物を保冷車に乗せるなど、慎重に輸送しているという。それでも、一部の動物は、受け入れ先の施設での飼育中に死亡した。
なお、アドベンチャーワールドでは2021年2月24日に、動物園・水族館で飼育されていた動物の受け入れを完了した。受け入れた動物は37種（およそ300頭）で、完了に際しては、「みさき公園で地域の皆様に長年愛されてきた大切な動物たちが安心して暮らせる未来に、引き続き責任を持って取り組んでまいります」というコメントを出している。アドベンチャーワールドではニホンザルをおよそ20年間飼育していなかったため、ニホンザル（約100頭）の受け入れに際しては飼育施設を新築したという。また、園内で収蔵されていた大型動物（アジアゾウなど）の骨格標本は、大阪市立自然史博物館（大阪市東住吉区）へ移された。

### ぷ～るらんどRiO

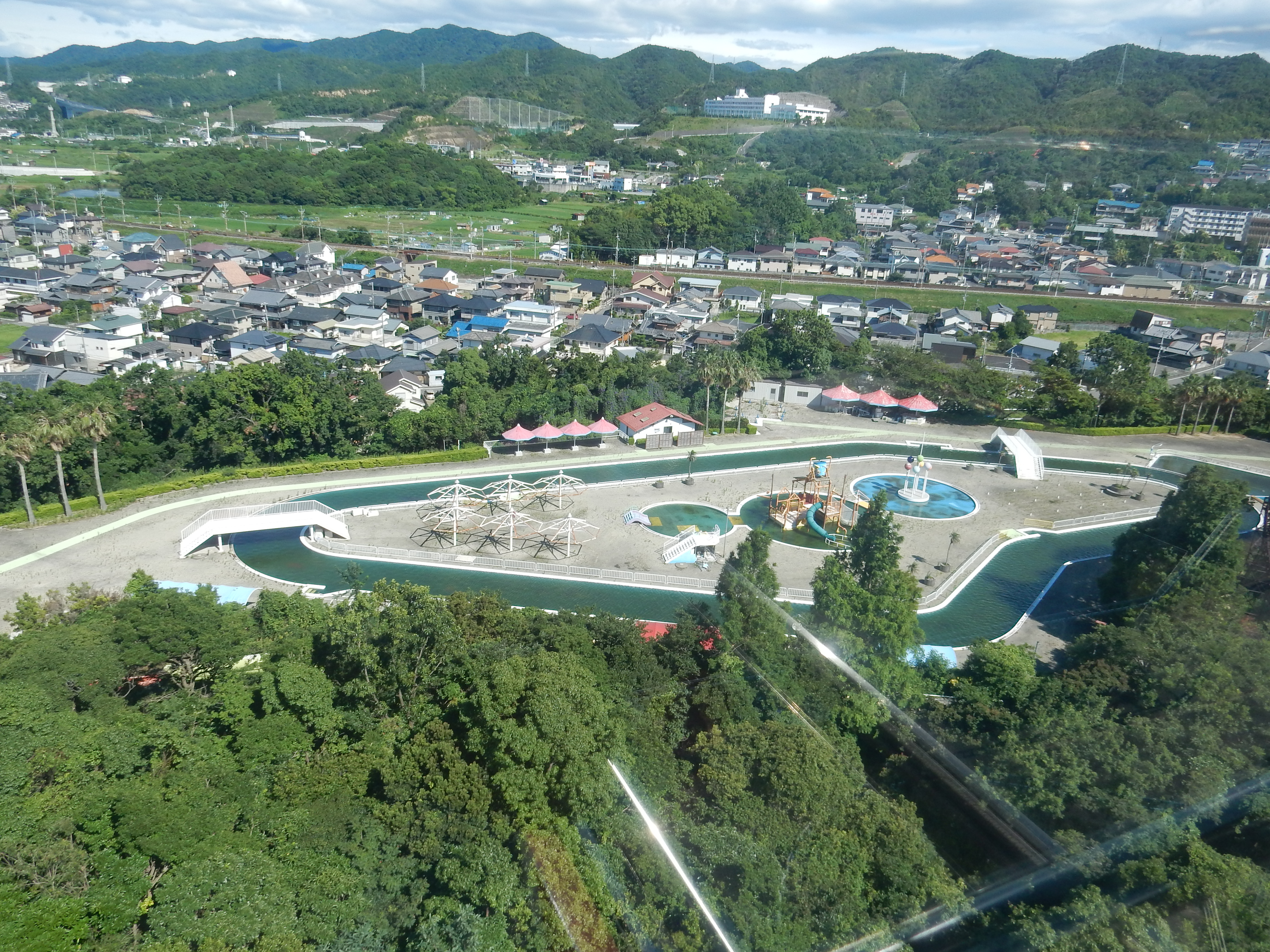
ぷ～るらんどRiO

開園30周年記念事業の一環で、1987年6月28日に開設した大型レジャープール。海の見える高台に流水プール、総距離90mの「川下り」（関西地方の遊園地で初めて導入）、総距離40mの直線スライダー、子ども用のプールなどを備えている。施設名の「RiO」は、「川」を意味するスペイン語から命名。開設当初は、当時アイドル歌手として活動していた長山洋子がCMソングを歌っていた。
1989年には「ループスライダー」、1997年7月8日には「スプラッシュスライダー」 を相次いで新設。2000年7月8日には、関西地方の遊園地では初めて「ウォータージャングル」を常設した。
2018年の夏季にも例年通り営業していたが、営業期間中の8月下旬に、平成30年台風第20号の影響でウオータースライダーに亀裂が入るなどの被害を受けたため、予定より早い営業の終了を余儀なくされた。さらに、翌2019年に南海が当園全体の運営から撤退する方針を示したため、被害箇所の復旧や営業再開へ至らないまま閉鎖が決まった。
2019年の夏季（6月28日 - 9月1日）に、「プールに水を入れられない」状況を逆手に取る格好で「夏の水入らずキャンペーン」を実施。本来は「おとな」（中学1年生以上）1,350円・「こども」（2歳 - 小学6年生）700円の入園料を、キャンペーン期間中に限って、「おとな」「こども」一律100円に設定した。通常の夏季には17:00に設定していた営業終了時間についても、キャンペーン期間中のみ21:00にまで延長。8月中の毎週土曜日に「ナイトZOO」を実施するなど、プール以外の施設や、日中に比べて涼しい夕方以降の時間帯での集客を図っていた。

### シャイニースタジアム

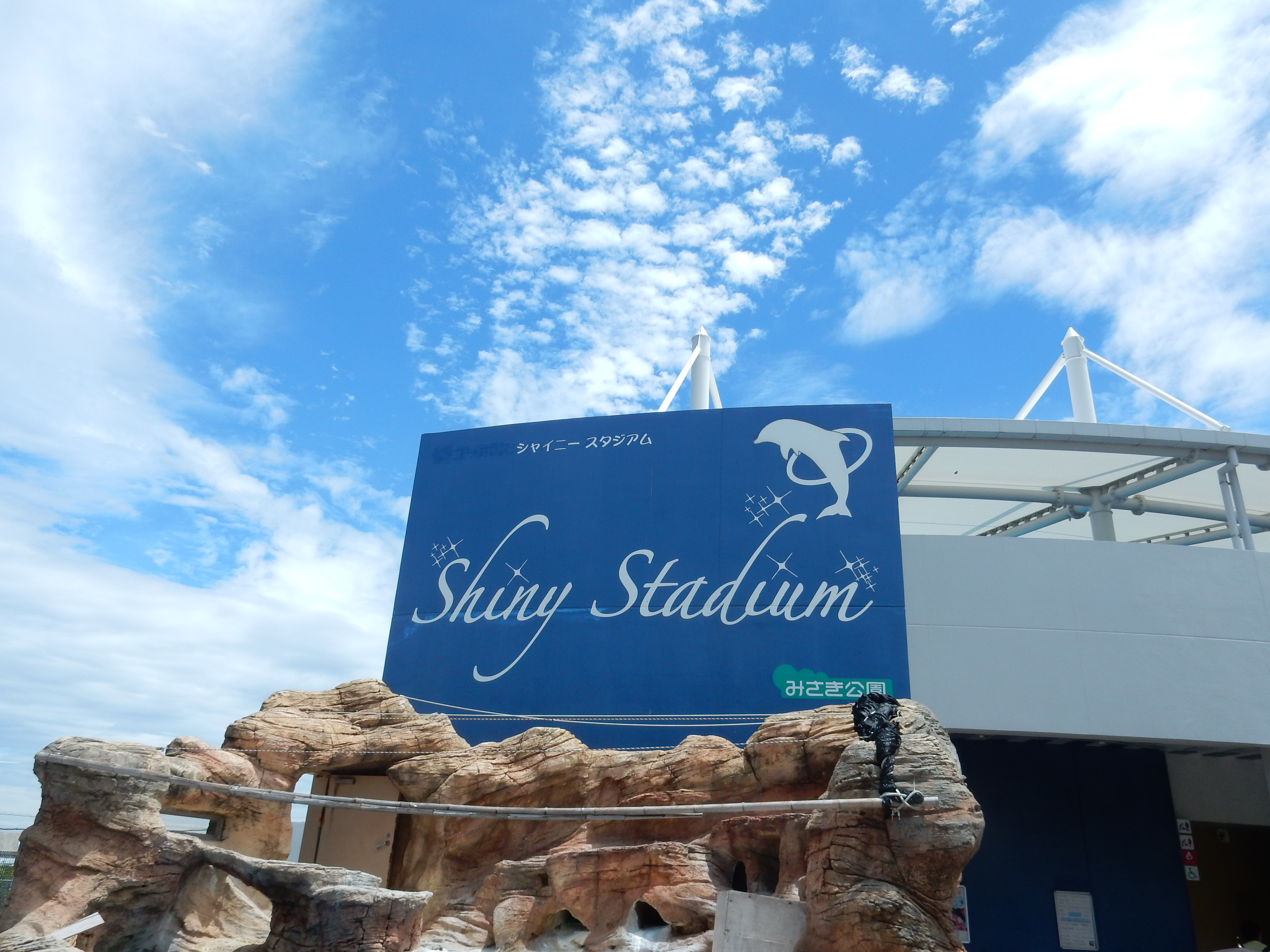
シャイニースタジアム

「大阪湾の景色・夕陽・生命の輝きを感じるスタジアム」というコンセプトの下に、当園の開園50周年記念事業の一環として2009年3月1日に開館。イルカのトレーナーやショーの運営スタッフには、「たかがイルカショー、されどイルカショー。小さくともきらりと輝くショーでありたい」との願望を込めて、「シャイニースターズ（Shiny Stars）」というチーム名が新たに付けられた。なお、スタジアムの新築に合わせて、アシカ舎・ペンギン舎もスタジアムの場外に新築・移転。移転前はアシカとペンギンのショーも開催されていたが、移転後はイルカのショーだけを定期的に実施していた。
開館に際しては、南海が伊藤園との間で5年間のネーミングライツ契約を結んだため、2012年3月31日で契約期間を満了するまでは「伊藤園シャイニースタジアム」という名称で営業していた。契約期間中は、伊藤園の主力製品である「お〜いお茶」の大型広告が施設外壁に掲示されたほか、スタジアム内には同社の自動販売機しか設置されていなかった。
2012年4月1日から2014年3月31日までは、伊藤園に代わって「ユーポス」（大阪市西区に本社を置く中古車買取会社）が南海との間でネーミングライツ契約を締結したため、「ユーポス シャイニースタジアム」と改称。施設の大型広告なども一新されたが、契約期間の満了後は新たなスポンサーが付かなかったため、「シャイニースタジアム」という名称を用いていた。
元々は2000年に閉鎖された「自然水族館」であり、バンドウイルカとカマイルカのショーが行われているショープールは、日本現役最古の陸上イルカショープールとされる「マリンスタジオ」をそのまま使用していた。また、オーシャナリウムという大規模水槽を屋内に設置し、沖縄美ら海水族館や海遊館などの大型水族館の大水槽での飼育運営方法に大きく貢献した。なお、この水族館建設に関わった初代水族館長の堀家邦男は、「東洋一」といわれた堺水族館の官舎で誕生し、長じて阪神パーク水族館、みさき公園自然水族館、大分マリーンパレス水族館、サンシャイン国際水族館の建設に関わり、阪神パークを除きすべて館長職を務めた水族館の生き証人というべき人物である。イルカ飼育は江の島水族館などと同時期にスタートし、1958年にイルカの搬送世界最長記録（当時）を樹立したほか、1971年には日本初の「水中遊歩道」（トンネル水槽）を導入した。
イルカショーについては、中断時期をはさんで、「イルカジャンプショー」という名称で1977年から再開。「自然水族館」を閉館してから、「シャイニースタジアム」が完成するまでの間も続けられていた。2005年には、飼育下繁殖のイルカから初めて子どもが誕生。園の名称にちなんで「みさき」と名付けられたが、園内で生育中の2008年2月12日に死亡した。
「シャイニースタジアム」でのイルカショーでは、シーズンごとにBGMや演目を変更するなど、何度観覧しても楽しめるような工夫が為されていた。その一方で、2010年からは「イルカふれあい体験営業」も開始。日本国内からの入園者にとどまらず、国外からの旅行者からも高い人気を博した。
2020年には、新型コロナウイルス感染の拡大を踏まえて、2月29日から3月10日まで有料（入場料とは別の料金扱い）のイルカショーを休止する代わりに、一部の時間帯で「シャイニースタジアム」の無料開放を予定していた。実際には2月29日から3月23日まで臨時休園を余儀なくされたため、（シャイニースタジアムを含む）屋外施設限定での営業再開を機に方針を変更。再開当日の3月24日から3月28日まで一部時間帯の無料開放を実施した後に、営業終了までの3日間限定でイルカショーを開催することを決めた。イルカショーについては、1回公演あたりの観覧者を「シャイニースタジアム」収容人数の5分の1程度（200名）にとどめたうえで、3月23日から3月26日まで観覧希望者を当園の公式サイトで募集。希望者からの抽選によって、1日あたり800名（4回公演での総人数）に対して、条件付きながら有料で観覧できるように対応した。応募の倍率はおよそ4倍で、抽選の結果は、3月27日の午後に応募者全員へ通知。前述した事情で29日の開催を見送ったが、3月31日の最終公演（15:30から開催）は、抽選の落選者などもスタジアムの外（園外の堤防など）から公演を眺めるほどだった。
閉場時点では、2頭のカマイルカと3頭のバンドウイルカがショーに出演していた。イルカについては、ショーの施設があるアドベンチャーワールドで受け入れることが決定。その一方で、和歌山城公園動物園ではフンボルトペンギン、海遊館（大阪市港区）・神戸市立王子動物園・伊勢夫婦岩ふれあい水族館シーパラダイス（三重県伊勢市）・ノースサファリサッポロ（北海道札幌市南区） ではコツメカワウソを受け入れている。

### わくわく電車らんど
子ども向けの鉄道体験施設として、2014年9月27日に開業。南海10000系電車（10905号車）・7000系電車新旧塗装（新塗装7041号車・旧塗装7033号車）のカットモデル3点を用いての運転士・車掌体験や、50000系電車（特急ラピート）の実物大モックアップを使った運転士体験が可能なほか、プラレールで遊べる広場を設けていた。
南海電鉄関連の展示・グッズ販売スペースを屋内に併設していたため、鉄道ファンや往年の南海電車を知る沿線住民からも人気を博していたが、前述した事情を背景に2020年2月28日で事実上営業を終了した。同社では自社の路線で運行を終えた車両の静態保存施設を他に保有していない が、50000系電車のモックアップについては、浜寺公園（大阪府高石市）内の「浜寺交通遊園」入口付近へ移設。2021年10月から、一般向けの展示を再開した。浜寺交通遊園や南海電鉄によれば、今後は「わくわく電車らんど」と同様に、モックアップ内部の活用も検討するという。
園内では「わくわく電車らんど」の開業前にも、南海電鉄の創業100周年に当たる1985年1月まで「ズームカー」（初代「こうや号」）として南海高野線で運行されていた南海20000系電車から、先頭車の2両を創業100周年記念事業の一環として静態保存。車内の座席を撤去したうえで、展示施設に転用していた。転用当初は「南海の歩み記念史列車館」として使用されていた が、1988年末に南海がホークス（NPBのパシフィック・リーグに加盟する球団）の経営権をダイエーへ売却したことを機に、「南海ホークス記念館」として活用されていた。ただし、露天での保存中に車体の老朽化が進んだため、後に閉鎖したうえで2両とも解体。「南海ホークス記念館」の展示物や機能は、南海ホークスの本拠地として使用していた大阪スタヂアムの跡地（難波駅の南隣）で2003年10月7日からなんばパークスが開業したことに伴って、なんばパークス内の「南海ホークスメモリアルギャラリー」へ移された。

### イベント
園内に野外ステージ（イベントステージ）を設置。仮面ライダーシリーズ・スーパー戦隊シリーズやそれいけ!アンパンマン等のキャラクターショー、芸人などのライブ公演を定期的に実施していた。当初は遊園地・動物園・水族館の営業終了当日（2020年3月31日）まで「卒園展」関連などのイベントが予定されていたが、前述した事情で、前月（2020年2月）の開催分を最後に終了を余儀なくされた。ただし、イベントステージ場外のレストラン（営業終了時点での店名は「みさきキッチン」）が通常より座席数を減らしながら営業を続けたことに伴って、スタンド（定員1,914人）のみ「みさきキッチン」のテイクアウト客に無料で開放されていた。
かつては、子どもたちの学習を主な目的に、在阪大手新聞社とのタイアップイベントを園の全域で年に2回開催していた。以下では、讀賣新聞大阪本社の協力による卒園展で、（同社所蔵の報道資料・新聞記事を含む）資料や写真を展示する予定だった過去のイベントを記す。
- 1957年4月1日 - 5月31日「みさき公園自然動物園開設記念　世界探検博覧会」（主催：朝日新聞大阪本社）
  - 当園を第1会場、南海本線の淡輪駅付近で営業していた淡輪遊園（現在のあたご山公園）を第2会場として使用。会期中の暫定措置として、当園の開園に合わせて「南淡輪駅」から改称したばかりのみさき公園駅に特急、淡輪駅に急行を停車させていた。
- 1958年3月20日 - 5月31日「伸びゆく世界とこども博」（主催：毎日新聞大阪本社）
  - 会期中には、「こども館」「世界館」「宇宙館」などのパビリオンを園内に設けていた。
- 1959年春「世界の驚異博　ワンダフルフェア」（主催：朝日新聞大阪本社[49]）
  - 会期中には、数千年の歴史を持つ建造物（パルテノン神殿や万里の長城など）や、当時「世界一」とされていた建造物（エンパイア・ステート・ビルなど）が園内で再現されていた。
- 1959年秋「アメリカ開拓史　大西部少年フェア」（主催：産経新聞大阪本社[49]）
  - 会期中には、アメリカ西部開拓の物語を子どもたちに分かりやすく解説する目的で、開拓に重要な役割を果たしたメイフラワー号や幌馬車などを園内に展示していた。
- 1960年春「空・陸・海　のりものフェア」（主催：朝日新聞大阪本社[49]）
  - 会期中には、園内に「のりもの歴史館」を開設。また、当時目覚ましい発展を遂げていた「のりもの」（移動手段）を実物・模型・写真などで紹介しながら、「のりもの」の未来像を描き出していた。
- 1961年春「海洋博」（主催：讀賣新聞大阪本社[49]）
  - このイベントを記念して、日本初の観光灯台を建設。開業当初は、明治初期のレンズ（イギリス製）や日時計などを展示する博物館を併設していた。
- 1977年3月19日 - 6月5日「化石は生きていた　600,000,000年の驚異」（主催：朝日新聞大阪本社）
  - 会期中には、日本全国から集められた化石や、アルシノイテリウムの全身骨格などを園内に展示。イリオモテヤマネコの特別公開イベントも実施された。
- 1981年3月20日 - 5月31日「春のみさきフェア　アンデルセンの世界」（主催：讀賣新聞大阪本社、讀賣テレビ放送、報知新聞社）
  - 会期中には、ハンス・クリスチャン・アンデルセンが描いた童話の世界やキャラクターを再現したジオラマを、園内に多数展示していた。
- 1981年秋「中国の恐竜展　魚類から猿人までの4億年」（主催：朝日新聞大阪本社[50]）
  - 会期中には、中国の貴重な学術標本が、国外で初めて園内で公開された。
- 1982年3月20日 - 5月31日「日本の鉄道博」（主催：讀賣新聞大阪本社、讀賣テレビ放送、報知新聞社）
  - 会期中には、明治時代初期からの日本の鉄道史を物語る貴重な資料を、園内に多数展示。特設したレールの上で国鉄7100形蒸気機関車（義経号）を走行させるイベントも、期間限定で開催した。
- 1982年秋「宇宙探検フェア　NASAからの月の石」（主催：讀賣新聞大阪本社[50]）
  - 会期中にはNASAからの協力の下に、宇宙探検の歴史と未来をスケールの大きな展示で紹介。前年（1981年）から始められていたスペースシャトルの打ち上げに成功した瞬間の写真も展示された。
- 1984年9月23日 - 11月23日「よみがえるライダーたちの伝説　世界のスーパーバイク展」（主催：讀賣新聞大阪本社[50]）
  - 会期中には、クラシックバイクから世界最大のスーパーマシンに至るまで、バイクファン垂涎のマシンを無料で多数公開していた。
- 1985年3月23日 - 6月2日「大オーストラリア展　自然と不思議な動物たち」（主催：朝日新聞大阪本社）
  - 南海電気鉄道創業100周年事業の一環として開催。古賀忠道による監修の下で、オーストラリアに生息する珍しい動物の剥製をおよそ120点公開するとともに、同国の自然や動物を紹介していた。

当園が1987年から夏季限定で「ぷーるらんどRiO」の営業を開始した背景には、春季・秋季に上記のイベントで多くの入場者が集まる一方で、夏場に客足が落ち込んでいたことが挙げられている。

## イメージキャラクター
- 2006年6月、「ぷ〜るらんどRiO」イメージキャラクターに「なかやまきんに君」を起用。
- 2007年6月、「ぷ〜るらんどRiO」イメージキャラクターにザ・プラン9の「なだぎ武」を起用。
- 2008年6月、「ぷ〜るらんどRiO」イメージキャラクターに「NON STYLE」と「ガリガリガリクソン」を起用。
- 2011年7月16日 - 8月31日、夏のイメージキャラクターに「NMB48」を起用。
- 2012年3月26日 - 6月30日、開園55周年イメージキャラクターに「城みちる」を起用。

## メディア関係
- 1994年、フジテレビ系テレビドラマ『裸の大将・イルカに乗った清』（関西テレビ制作）で杉本彩がイルカショーのトレーナー役を演じ、1日でイルカの背中に乗って水上を滑走する「サーフィン」を披露し、ロケ地となった当公園のスタッフから驚嘆された。
- 2013年、関西テレビ制作の深夜ドラマ『ヨメ代行はじめました。』の第11話[注 4] のロケ地にみさき公園が登場。この回ではガールズバー「WILD!」のメンバー（松山メアリ他）らが慰安旅行に行くという設定であった[52]。
- 福島県出身の女優・伊東美咲は、『ちちんぷいぷい』（大阪府内に本社のある毎日放送制作の情報番組）へ出演した際に、高校・大学生時代に大阪府内で生活していた縁で、当園の名称から「美咲」（みさき）という芸名を決めたことを明かしている。
- テレビ東京系『ペット大集合!ポチたま』の「ガンバレ1年生岬の動物園」というコーナーで、新人イルカトレーナーと獣医師の成長ぶりが取り上げられている。
- はるき悦巳原作の漫画・アニメ『じゃりン子チエ』（毎日放送制作のテレビアニメ版における第8話）では、1980年頃の当園の風景をモチーフに描かれた「ニコニコ遊園地」が、物語の鍵を握るスポットとして登場している。
- 2006年6月から連載されている『県庁の星-第2部-』（ビッグコミックスペリオール、今谷鉄柱作画）では、閉鎖寸前の第3セクターのテーマパーク「ワイワイランド」を、県庁職員が再生させるストーリーのモデルとして取材協力している（このため、ワイワイランドの園内風景はみさき公園とそっくりである）。
- 山根康広の楽曲『夏の日の中』[注 5] で唄われている「海の見える丘」はみさき公園付近の情景であることを、本人が2010年5月16日の「THE　SECRET　GIG4」[注 6] ステージトークで明かしている。
- 1984年には、『ザ・ベストテン』（TBSテレビ）の生中継で、小泉今日子が観光灯台（当時は営業時間内に一般客へ開放）の上から「迷宮のアンドローラ」を歌った[7][注 7]。
- 大阪府内に本社のある朝日放送制作の『探偵!ナイトスクープ』では、イルカショーのトレーナーとして勤務していた女性（通称「めぐさん」）に憧れる主婦からの依頼を基に、「探偵」の田村裕（麒麟）が調査したロケの模様を「憧れのイルカトレーナーめぐさん」というタイトルで2012年11月9日に放送。2014年3月26日によしもとアール・アンド・シーから発売の「『探偵! ナイトスクープ』DVD Vol. 17」に収録されるなど、大きな反響を呼んだ。さらに、当該回の放送がきっかけでイルカショーの観覧を望みながら、水族館の営業終了によって果たせなかった富山県在住の視聴者が、前述した主婦の近況調査を番組宛てに依頼。その結果、営業終了後の2020年6月12日には、田村による追跡調査を加えた特別編を「『イルカトレーナーのめぐさん』をもう一度見たい!」というタイトルで放送した[53]。
- 遊園地の営業休止と動物園・水族館の営業終了が発表された翌週（2020年2月20日）の『ちちんぷいぷい』（放送時点では宮崎放送と相互ネット）では、長谷川義史（大阪府出身の絵本作家）が「とびだせ!えほん」（木曜日に月1回のペースで放送されるコーナー）向けの岬町ロケ（同月8日＝土曜日）の最中に当園の「フロッグホッパー」（カエルのモチーフと一緒に飛び上がるミニ垂直落下式のアトラクション）「ジェットコースター」「観覧車」に乗った模様や、園内の様子をスケッチで描いた模様を収録した映像を放送した。ちなみに、古川圭子（毎日放送のアナウンサーで木曜日のスタジオアシスタント）による補足説明や、寺田有美子（フリーアナウンサー）によるロケVTRのナレーションには、「今年（2020年）3月に南海電鉄が経営から撤退することが決まっているが、撤退後の敷地の利用方法は未定で、『みさき公園』自体の閉園まで決まったわけではない」という情報が盛り込まれていた。

## 開園から動物園・水族館の営業終了までの経緯
当園および前園（みさき公園駅の駅前区域）は、都市公園法における都市公園に当たる。
元来は大阪ゴルフクラブ（1938年開業）が所有していた土地（24万坪）の一部で、第二次世界大戦中の1944年4月1日から、ゴルフ場の施設と合わせて大日本帝国陸軍に接収されていた。終戦直後の1945年8月24日付で接収を解除されてからは、大阪府への移管を経て、農地改革の一環で13万坪分の敷地が日本国政府に買収。農地として、政府から一般の耕作者に解放されていた。大阪ゴルフクラブでは、営業の再開に向けて、国有農地の耕作者に対する離農交渉と並行しながら、用地の確保・復旧工事に着手。国有農地以外の敷地（11万坪分の開拓農地）を9ホールズのコースに改造したうえで、1952年10月に営業の再開へ漕ぎ着けた。
しかし、解放農地のゴルフ場への転用が農地法に抵触することを農林省（現在の農林水産省）から指摘されたため、大阪ゴルフクラブは解放農地の転用を断念。地元の関係者や南海電気鉄道（南海）と共同で協議や研究を重ねた末に、「ゴルフ場のある南淡輪地区に『大阪府民のレクリェーション施設』として都市計画公園（泉岬公園）を建設することを前提に、ゴルフ場を『公園の緑地帯』として認可を受けることによって、国有農地の払い下げと開拓農地の転用許可を得るしかない」との結論に達した。
上記の結論に沿って許認可の手続きが進められた結果、日本政府は、（ゴルフ場の敷地分を含む）公園指定区域内の開拓農地を南海へ貸し付けることを1955年10月に認可した。この決定を受けて、南海は同年12月から泉岬公園の建設に着手。指定区域内で都市公園施設（自然動物園、自然水族館、売店、食堂など）を設置する許可を後に得たため、地元自治体の岬町（近隣4ヶ町村の合併によって1955年4月1日に誕生）が公園の敷地を無償で借用する旨の契約を結んだうえで、「みさき公園」という名称での開業に至った。このため、南海と岬町の契約では、当園を「借地公園」として扱っていた。
南海は2019年3月26日に、翌2020年3月31日付で当園の事業から撤退する方針を発表。大阪府内外の複数の事業者に対して運営の引き継ぎを打診してきたが、合意に至らなかった。2019年7月には、遊園地の営業終了に向けて準備を進めていることを岬町に説明。説明を受けた岬町の田代堯町長によれば、「当園の運営で毎年3億円規模の赤字を出していた」とのことで、同社の2017年度決算では約33億円の減損損失を計上していた。
園内と前園を合わせた総面積は約33.6ヘクタールで、動物園・水族館・遊園地の運営終了を発表した2020年2月の時点では、20億円の資産価値が見込まれていた。ただし岬町では、南海以外の運営者による「みさき公園」の存続を模索。上記の契約に沿って、敷地と一部の建物を無償で譲渡することを南海に強く要請した。当園で飼育されてきたイルカや大型動物については、「維持費が多額なので、南海の事業撤退後に岬町で全額を賄えば、町の財政が破綻しかねない」として、アドベンチャーワールドなどの施設へ譲渡されることが決まった。
ちなみに、南海ではかつて、大阪府大阪狭山市の高野線沿線地域で「さやま遊園」を当園の姉妹遊園地として運営。2000年3月31日の閉園を経て、同年12月23日の高野線ダイヤ改正を機に、同線にある最寄り駅の名称を「狭山遊園前」から現在の「大阪狭山市」へ改めた。当園については、遊園地・動物園・水族館の営業終了時点で「岬町立みさき公園」としての再オープンが検討されていたため、南海では運営の終了後も「みさき公園」という駅名の使用を続けている。その一方で、大阪ゴルフクラブは、前述した開拓農地を18ホールズのコースに再整備。1953年7月24日から営業を完全に再開すると、農林省による開拓農地の全面払い下げ（1960年）などを経て、現在に至るまで営業を続けている。

## 「岬町立みさき公園」としての再オープンへ
南海は2020年3月24日付で、動物園・水族館の営業終了後（2020年度）の無償譲渡に関する基本協定を岬町との間で締結。遊園地エリア、観光灯台、野外ステージなどの施設を残したまま、営業終了の翌日（同年4月1日）付で、敷地と施設の所有権を岬町へ譲渡した。南海にはこの譲渡によって岬町へ固定資産税を支払う義務がなくなったが、岬町では義務の消滅に伴う固定資産税の減収に対して、日本政府からの地方交付税を活用。減収分の4分の3に相当する金額を、地方交付税で補填することを見込んでいる。
上記の協定には完全な引き渡しまで1年の猶予期間が設けられたため、南海ではこの期間中に、動物園、水族館、シャイニースタジアム、プールを撤去。実際に、2020年の8月上旬から撤去工事が進められている。岬町では、遊園地以外の施設の運営を指定管理者制度やPFI方式で南海以外の民間事業者へ委託することを前提に、グランピングやドッグラン用の施設を新たに整備。「みさき公園」の名称を継承しながら、町営の自然公園として、2021年度からの段階的な再オープンを目指している。ただし、遊園地エリアについては、運営委託先の事業者が存廃を判断。上記の施設の撤去が難しい場合に、撤去の期限を2021年6月30日まで延長することも決まっていた。
なお、岬町では2021年1月29日付で、「新たなみさき公園整備運営等事業」（仮称）を民間資金等の活用による公共施設等の整備等の促進に関する法律第7条の規定に基づく特定事業に選定。PFI方式での運営を前提に、10 - 30年単位で事業委託契約を締結できる指定管理者（PFI事業者）の公募を始めた。また、町営公園としての再オープンについては、以下のスケジュールを打ち出していた。
- 2021年4月：先行開園
- 2021年9月頃：PFI事業者の指定・事業契約の締結
- 2021年12月頃：PFI事業者による運営を本格的に開始・公園施設整備事業へ着手
- 2023年12月頃：公園施設整備事業の完了に伴う全面開園[59]

実際には、遊園地関連施設撤去工事の完了が2021年6月30日にまでずれ込んだものの、翌7月1日から岬町が「岬町立みさき公園」という名称で先行開園へ踏み切っている。先行開園は「新たなみさき公園整備運営等事業者」の選定手続きが完了するまでの暫定措置で、毎週水曜日（祝日と重なる場合には翌日）を休園日に定めているほか、4月1日から10月31日までの期間には9:00 - 17:00、11月1日から翌年の3月31日までの期間には9:00 - 16:00に開園。また、撤去工事箇所の安全性が確保されるまでは、該当エリアへの立ち入りを禁止している。なお、岬町では先行開園の直前（2021年6月22日）に、「みさき公園駅前観光案内所」を同駅の西側（公園側）へ新たに開所している。
その一方で、岬町が「（仮称）新たなみさき公園整備運営等事業」の公募型プロポーザルを2022年3月に実施したところ、カレイドジャパン（東京都世田谷区に本社を置く建設関連の企画・コンサルティング・設計・施工・運営会社）を代表に据えた共同事業体の「ArkLE」（アークル）だけが公募に応じた。「ArkLE」では公募に際して、観光灯台や公園施設を「パブリックスペース」として残しながら、「アクアオーブ」（動植物が本来生息する自然環境を人工的に再現した全天候型のドーム、動植物を生育させるための草原、草原に生育する動物の生態を間近で観察できる宿泊施設を備えたエリア）、「グランピング」（アウトドア体験施設）、「ウエーブプール」（波を人工的に生成することによってサーフィンや波打ち際の水遊びなどを手軽に体験できるプール）、フィットネスジムを併設した温浴施設、釣りやアウトドア関連のグッズを扱う商業施設などを敷地内に整備することを提案。岬町は、外部委員で構成する「岬町PFI事業者選定審査委員会」にこの提案を審査させた結果、2022年3月24日付で「ArkLE」を優先交渉権者に認定した。

### 「MiLEX」（マイレックス・プロジェクト）
「ArkLE」は2022年9月27日に、みさき公園の整備計画を発表。「現代における自然破壊や地球温暖化の一因は、自然・動物に対する人間の意識や興味が不十分なことにある」という認識に沿って、「MiLEX」（マイレックス）という名の下に「日本初の没入型エコロジカルリゾート」として整備することを明らかにした。
「MiLEX」とは "Misaki Life & Ecological Experience" （ミサキ・ライフ・アンド・エコロジカル・エクスペリエンス）の略称で、整備後のみさき公園を「『人間も自然も動物も全て平等で、いずれの関係性にも上下は存在しない』という『共生き』（ともいき）精神の具現化を目指すための場」と位置付けている。
当初の計画では、園内に「パブリックエリア」「アクアオーブ　プレーリー（北アメリカ）エリア」「アクアオーブ　ドームエリア」「学びの施設エリア」「グランピングエリア」という区画を設定。「学びの施設エリア」にインターナショナルスクールの招致を想定していたほか、「アクアオーブ　ドームエリア」では、亜寒帯・亜熱帯・サバンナの気候を3つのドームで再現させることを予定していた。しかし、園内における学校の整備が、都市公園法の規定によって困難であることが計画の発表後に判明。さらに、「世界で最も美しい動物園」と呼ばれているシンガポール動物園の運営会社（マンダイ・ワイルドライフ・リザーブ社）が計画の監修を引き受けたことを機に、「日本国内や岬町の自然環境・生態系をいっそう重視する」「日本内外からの訪問者が、岬町の自然に触れることによって『共生き』の精神を学べる」という方向で計画の見直しが図られた。

#### 「再オープン」に向けた整備計画とスケジュールの変更
「ArkLE」では2024年2月21日に、前述した計画の一部を変更することや、同年の春に「パブリックエリア」を暫定的に開園することを発表。「アクアオーブ　ドームエリア」として設定された区画では、建築するドームの数を1つ（熱帯雨林ドーム）に限る一方で、大半の区画を「森林・四季の散策エリア」（来場者が既存林を自由に散策できるエリア）へ充てることになった。
また、「学びの施設エリア」を「商業エリア・子どもの遊び場エリア」に変更したうえで、自然環境に関する学習や各種のセミナーに活用できるホール、地元産品を購入できる商業施設、子どもたちが自然の中で遊べる場所などを併設。さらに、「『商業エリア・子どもの遊び場エリア』と『パブリックエリア』の南側を2027年、『バプリックエリア』の北側と『プレーリーエリア』内の施設（温浴施設付きのホテルやツリーハウスなど）を2029年、残りのエリアや施設（熱帯雨林ドームなど）を2032年以降に順次開業する」というスケジュールが新たに打ち出された。
「ArkLE」では、計画の一部や開園スケジュールの変更へ至った要因に、以下の事情や制約を挙げている。その一方で、「パブリックエリア」の暫定的な開園に際しては、MiLEXに関する案内所やデジタルサイネージをエリア内に設置。イベントの開催も予定している。
- 計画のブラッシュアップに際して、シンガポール動物園の運営で成功を収めるマンダイ・ワイルドライフ・リザーブの知識・経験や、岬町民の意見を加味している。
- 計画区域の総面積が33ヘクタールで、再開発計画にしては規模の大きな部類に入る。
- 計画区域内の整備が、都市公園法などをはじめ、数々の法律や条令の制約を受けている。
- みさき公園の土地の現状調査などに、当初想定していた以上の時間を要している。
- 日本の建設業界が慢性的な人材不足に見舞われていることに加えて、大阪・関西万博（2025年開催）関連などの大規模開発が、大阪府内で相次いで予定されている。
- 計画を最初に発表してから世界情勢が大きく変わった影響で、整備に必要な資材の価格が高騰している。